# Свято-Дмитриевская церковь (Криничное)
Свято-Дмитриевская церковь — культовое сооружение в селе Криничное, Болградского района Одесской области Украины. Возведена в 1934 – 1938 годах, в 1986-м частично разрушена. На протяжении 1997 – 2008 годов храм восстановлен в исторических параметрах и габаритах. Церковь взята под охрану государства как памятник архитектуры местного значения.
Церковь относится к Одесской епархии Украинской православной церкви Московского Патриархата.
Адрес: с. Криничное, ул. Мичурина, 91-а.

## История
Село Криничное (до 1947 года – Чешма-Варуита) было основано в 1813 году болгарскими переселенцами из северо-восточной Болгарии (район города Шумен).
Первые задокументированные сведения об организации церковной жизни датированы 1816 годом, когда в соседнем селе Каракурт была построена церковь Рождества Богородицы, и жители Чешме Варуит были приписаны к этой церкви.
Вероятно, в 1821 году в селе начал действовать молитвенный дом, а в 1824-м Болградским протоиереем Стефаном Боряковським была заложена Свято-Георгиевская церковь в селе Чешме-Варуита. Строительство каменного храма длилось два года, однако освящен он был только в феврале 1831 старшим благочинным церквей Измаильского уезда, управляющим Болградской протопопии протоиереем Никитой Глизяном. Согласно клировых сведений 1830 года, храм построен «тщанием указаного пономаря Димитрия Гагура и малою частию от прихожан. Зданием каменная (крепкая) с деревянною колокольнею. Престол в ней один во имя Святого Георгия. Утварью средственная».
В связи с ростом числа прихожан в 1850 году церковь реконструировали – здание было расширено, крышу перекрыли железом.
В начале XX века техническое состояние храма признаётся неудовлетворительным, в результате чего в июне 1903 года распоряжением епархиального совета церковь закрывается, а жителям села поручено осуществить ремонт здания. После ремонта, с 1 ноября 1903 года богослужения в церкви возобновились, одновременно с этим от духовной консистории получено разрешение на строительство новой церкви. Однако, сперва финансовые проблемы, после – начало Первой мировой войны и распад Российской империи не позволили начать новое строительство.
После аннексии Бессарабии Румынией в 1918 году, церковно-административное устройство претерпело определенные изменения. С нарушением канона Кишинёвская епархия была подчинена Румынской православной церкви (РуПЦ). В 1922 году Синодом РуПЦ создана епископию Четатя-Албэ – Измаил, юрисдикция которого распространялась на жудец (уезд) Четатя-Алба, Измаил и Кагул. Положение церкви претерпело изменения. С одной стороны церковь рассматривалась как инструмент воспитания «патриотического» и законопослушного населения, особенно молодёжи, которую обязывали присутствовать на литургиях, обязательным стало преподавание «Закона Божьего» в школах. С другой стороны государство отобрало у церкви прерогативу регистрации актов гражданского состояния, передав полномочия примарии. Произошли изменения и в самом отправлении культа, в частности богослужения теперь можно было осуществлять только на румынском языке. Также, с 1 апреля 1919 года Румыния перешла на Григорианский календарь. Такие кардинальные изменения традиционного характера повседневности трудно воспринимались болгарским населением. Одним из последствий этого стало распространение в междувоенный период альтернативных христианских вероучений, в частности баптизма.
В начале 1930-х годов вновь встал вопрос о необходимости строительства новой церкви. Подготовительные работы были начаты еще в 1927 году. Основным идеологом строительства стал уроженец Криничного, депутат румынского парламента Харлампий Метанов, который потратил много усилий и личных средств на реализацию проекта. Новое здание было построено в период с 1933 по 1937 годов, освятили храм в 1938-м в честь святого Димитрия Басарабовського – болгарского святого, мощи которого хранятся в кафедральном соборе Бухареста.
После восстановления советской власти в Бессарабии в августе 1944 года, положение православной церкви усложнилось. В 1945 году из-за отсутствия священника, богослужения в храме прекратились. Возобновились только в 1949-м.
На рубеже 1950-х – 1960-х годов в соответствии с рядом постановлений ЦК КПСС органами власти осуществлялись меры по закрытию культовых сооружений. В 1962 году церковь в Криничном была снята с учета культовых сооружений, иконы и церковная утварь были переданы в Спасо-Преображенский собор в Болграде, а здание передано на баланс сельсовета для использования в хозяйственных нуждах.
По невыясненным до настоящего момента причинам, в 1986 году было принято решение о сносе церкви – летом 1986-го взрывчаткой были разрушены колокольня (верхние ярусы) и световой барабан.

## Новейший период
В апреле 1995 года в Криничном создана религиозная община Свято-Георгиевской церкви, впоследствии Решением исполнительного комитета Криничанской сельского совета религиозной общине передано остатки культового сооружения и земельный участок для реконструкции бывшей церкви. Начало раот пришлось на бытность настоятеля о. Василия Шкимбове, и закончились в 1997 году расчисткой здания церкви и прилегающей территории от строительного мусора, образовавшегося в результате взрыва. Работы по восстановлению и строительству взорванного храма стали возможны благодаря поддержке Ивана Плачкова в 2002 году. Чертежей в архивах не сохранились, поэтому проект восстановления разрабатывался киевским институтом «Укрпроектреставрация», работы продолжались в течение 2002 – 2008 годов.
Следующим этапом (период с 2008 по 2012 года) стали работы по благоустройству внутреннего интерьера, которые проводились за счет средств собранных жителями села. Богослужение было восстановлено к Пасхе 2009 года. Участие в восстановлении храма с 2012 года принимает Общественная организация «Центр развития Бессарабии» (учредитель – меценат Виктор Куртев). Завершены работы по благоустройству внутреннего интерьера храма, сделаны полы, приступили к роспись. За основу взяты лучшие образцы живописи Виктора Васнецова, Николай Пискарёв, Александра Иванова и других. Для иконостаса алтарной части написаны 29 икон из использованием сусального золота.
Освящение храма состоялось в 2012 году и в нем возобновились богослужения. По состоянию на 2018 год продолжаются внутренние отделочные работы (роспись интерьеров).
Ко дню памяти святого великомученика Димитрия Солунского, 8 ноября 2019 года, митрополит Одесский и Измаильский Агафангел провёл обряд великого освящения Свято-Димитриевского храма. Митрополиту Агафангелу сослужили епископ Белгородской Сергий, викарий Одесской епархии, наместник Свято-Николаевского Измаильского мужского монастыря архимандрит Алипий (Цушко), настоятель храма протоиерей Роман Черниенко и духовенство Болградского и Измаильского благочиний.

## Роспись
Работы по росписи Свято-Дмитриевской церкви начались под руководством заслуженного художника Украины Сергея Швеца. В работе были использованы инновационные разработки в технике письма, передачи стиля, индивидуализации образов.
На стенах церкви реализован ряд сюжетов впервые воплощённых с давних эскизов. В частности, «Троица» Виктора Васнецова, изображение которой проработал и воплотил художник. Эскиз иконы «Сошествие в ад» до того 84 лет пролежал в запасниках Третьяковской галереи.

## Хор «Чешме-Варуита»
При церкви с 2007 года действует хор, состоящий из 70 человек, в том числе 40 детей. Духовно-творческий коллектив создала и руководит матушка Ольга (Ольга Черниенко).
Хор «Чишма Варуита» выступает по Украине, в том числе на сценах Киевского и Одесского оперных театров. Является лауреатом всеукраинских и международных фестивалей. В 2015 году получил звание «народного».